# Kinounchepirini
Kinounchepirini (Kinounchepirine, Keinouche, Kinonche, Pickerel, Pike; vjerojatno su identični sa skupinom Quenongebin) /od “Kinounche”  Anishnaabemwin riječ za  'pike'  i “irini” ili “inni”,  'people' , = the Pike People./ jedna od bivših bandi pravih Algonquin Indijanaca čiji je najpoznatiji dom bio duž donjeg toka rijeke Ottawa, nešto niže od otoka Allumette. 
Negdje iza 1650. oni se priključuju Ottawama i postaju jedna od njihovih glavnih bandi, poznatih pod imenom Keinouche. Godine 1658. žive duž sjeverne obale jezera Huron. Između 1660. i 1670. s Kiskakon i Sinago Ottawama priključuju se misiji Shaugawaumikong (Zhaagawaamikong, francuski, Chegoimegon) današnji Bayfield, na južnoj onali jezera Superior. 
Godine 1670-71. vraćaju se na Mackinaw, a neki prelaze i na otok Manitoulin, gdje će barem dio njih biti priključen bandi Sable Ottawa.